# Stills Alone
| Recensione | Giudizio |
| ---------- | -------- |
| AllMusic   |          |

Stills Alone è un album discografico in studio del cantautore rock statunitense Stephen Stills, pubblicato dall'etichetta discografica Vision/Gold Hill Records nel settembre del 1991.

## Tracce
1. Isn't It So – 3:14 (Stephen Stills)
2. Everybody's Talkin' – 3:20 (Fred Neil)
3. Just Isn't Like You – 2:01 (Stephen Stills)
4. In My Life – 2:10 (John Lennon, Paul McCartney)
5. Ballad of Hollis Brown – 3:30 (Bob Dylan)
6. Singin' Call – 2:20 (Stephen Stills)
7. The Right Girl – 2:54 (Stephen Stills, Tom Pogue)
8. Blind Fiddler Medley – 4:37 (Stephen Stills)
9. Amazonia – 2:28 (Stephen Stills)
10. Treetop Flyer – 4:02 (Stephen Stills)

Durata totale: 30:36

## Musicisti
- Stephen Stills - voce, chitarra acustica, chitarra elettrica

Note aggiuntive:
- Stephen Stills, Ron Albert, Howard Albert, Steve Alaimo e Gerry Tolman - produttori
- Registrato e mixato al Audio Vision Studios di Miami, Florida, eccetto i brani The Right Girl e Amazonia incisi al The Record Plant
- Ron Albert, Howard Albert e Frank Cesarano - ingegneri delle registrazioni (Audio Vision Studios)
- Stephen Stills, Gerry Tolman con gli ingegneri aggiunti Jim Champagne, Gordon Hookailo, Mike Kloster e Craig Brock (The Record Plant)[2]